# Deukhana
Deukhana (en népalais : देउखाना) est un comité de développement villageois du Népal situé dans le district de Parsa. Au recensement de 2011, il comptait 4 866 habitants.